# Antipaluria marginata
Antipaluria marginata är en insektsart som beskrevs av Ross 1987. Antipaluria marginata ingår i släktet Antipaluria och familjen Clothodidae. Inga underarter finns listade i Catalogue of Life.